# Museu de História Natural Carlos Ritter
O Museu de História Natural Carlos Ritter é um museu brasileiro, localizado em Pelotas, no Rio Grande do Sul. É um órgão do Instituto de Biologia da Universidade Federal de Pelotas e está localizado na Praça Coronel Pedro Osório, Casarão 1. Atua como plataforma de divulgação científica para a comunidade de Pelotas e região.
O museu tem origem na coleção particular de Carlos Ritter, industrial, fundador da Cervejaria Ritter e naturalista autodidata, que reuniu uma grande coleção, também confeccionou curiosos mosaicos feitos totalmente de insetos, os quais retratavam pontos turísticos de Pelotas.
O acervo do museu conta com numerosas espécies de aves, mamíferos, répteis e insetos, assim dispostos:
- Coleção Entomológica, com  cerca de 4500 animais pertencentes às diversas ordens da Classe Insecta;
- Mosaicos Entomológicos, com três mosaicos formados por centenas de insetos que formam o desenho de fachadas de prédios históricos de Pelotas  e de brasões, de autoria do próprio Carlos Ritter;
- Coleção Ictiológica, não muito ampla, e que consiste em cerca de dez exemplares da região conservados em álcool, além de um cavalo-marinho e uma piranha;
- Coleção Herpetológica, que consiste em uma série de répteis conservados de diversas maneiras;
- Coleção Ornitológica, composta de mais ou menos 550 aves taxidermizadas, nativas ou não, representantes das várias ordens da Classe;
- Coleção Mastozoológica, composta por 40 peças taxidermizadas (Carnívoros, Marsupiais, Primatas, Morcegos, Roedores, Lagomorfos e outros);
- Coleção Paleontológica, composta por material fóssil.
- Coleção Osteológica, que consiste em uma série de esqueletos de animais presentes na região.